# Nymphaster atopus
Nymphaster atopus är en sjöstjärneart som beskrevs av Fisher 1913. Nymphaster atopus ingår i släktet Nymphaster och familjen ledsjöstjärnor.
Artens utbredningsområde är Filippinerna. Inga underarter finns listade i Catalogue of Life.